# 이재극
이재극(李載克, 1864년 11월 6일 ~ 1931년)은 조선 말기의 관료이자 왕족, 대한제국의 관료이며, 일제강점기에는 조선귀족 후작 작위를 받았다. 능창대군, 인평대군가의 봉사손이었다. 호는 만송당(晩松堂)이다. 대한제국 고종과 같은 항렬의 왕실 종친이다. 고종과 8촌간의 같은 항렬 친척이면서 그의 장모는 흥선대원군의 딸이자 8촌간이 된디.
음서로써 1879년부터 관직에 들어섰고 교관을 역임했다. 후에 1885년 문과에 급제했고, 임오군란 때 흥선대원군이 치른 명성황후의 장례에서 종척집사(宗戚執事)를 맡는 등 왕실 주변에서 여러 벼슬을 지냈다. 1893년 경무대에서 고종이 주관한 문과에 다시 급제, 1900년에 경기도 관찰사에 임명되면서 요직을 맡기 시작하여, 1903년 법부대신에 임명되었으며, 이 무렵부터 일제와 밀착하여 황실의 동정을 탐지하여 제공하는 등의 역할을 했다.
을사조약 체결 과정에서는 궁내부대신으로 일제의 뜻에 따라 고종을 협박하는 일을 맡았고, 종친 중 대표적인 친일파로 지목되어 나철이 을사오적을 암살하기로 했을 때 암살 대상자로 꼽혔다. 1910년(융희 4) 10월 2일 한일 병합 조약 체결후 일본 정부로부터 남작 작위를 받았다. 
1919년 구 황실을 담당하는 이왕직 장관(李王職 長官)에 임명되어 계속해서 일제에 협조하며 활동하였다. 

## 생애
대한제국 고종과 같은 항렬의 왕실 종친인 즉 고종의 생가 8촌 형제로, 아버지는 이조참판을 지낸 이연응(李沇應)이다. 이진익의 장남인 이병순의 증손자이며, 참판 증 이조판서 이낙중의 손자였다. 이병순의 동생 이병원의 둘째 아들 이채중이 은신군 진의 양자가 되면서 남연군이 되었다. 따라서 남연군과 그의 할아버지 이낙중은 사촌 형제간이고, 그에게는 재종조부가 된다. 흥녕군 창응, 흥완군 정응, 흥인군 최응, 흥선대원군 하응 4형제는 모두 그의 7촌 아저씨가 된다.
그는 판서 조경호의 딸과 결혼했는데, 조경호의 딸 이씨부인은 그에게 8촌 누나가 된다.
음서로써 1879년(고종 16) 관직에 들어섰고 교관을 역임했다. 동몽교관(童蒙敎官), 후에 1882년 임오군란 직후 명성황후의 장례 때 종척집사(宗戚執事)의 한 사람으로 차출, 참여하였다. 1885년 문과에 급제했고, 임오군란 때 흥선대원군이 치른 명성황후의 장례에서 종척집사(宗戚執事)를 맡는 등 왕실 주변에서 여러 벼슬을 지냈다.
1893년(고종 30) 경무대(景武臺)에서 있었던 정시 문과에 병과로 급제했다. 그해 승정원 가주서에 임명됐다. 1895년 비서감 우비서랑(秘書監右秘書郞), 왕태자궁 태자 우시독관(右試讀官)에 임명됐다. 1896년(건양 1) 규장각 교서관(奎章閣敎書官), 경연원 시독관(經筵院侍讀官), 장례원 장례(掌隷院 掌禮) 등을 거쳐 규장각 직각, 비서원승(秘書院丞)에 임명됐다. 1897년(광무 1) 환구단에서 고제(告祭)를 거행하 때 선표관 장례(宣表官掌禮)를 담당하여 승진했다. 1898년 흥선대원군이 사망하자 흥선대원군 장례식의 지문서사관(誌文書寫官)에 임명됐다.
같은 해 중추원 의관, 시강원 부첨사(副詹事), 규장각 직학사 등을 역임했다. 그 해에 경효전에서 열린 전작례(奠爵禮) 때에는 예모관(禮貌官)으로 참여한 공으로 가자되고, 궁내부 특진관, 칙임관 4등에 올랐다. 그 해 홍릉 제조(洪陵提調), 경효전 제조(景孝殿提調), 시강원 첨사, 종정원경 등을 지냈다. 1899년 다시 시강원 첨사 칙임관 4등에 이명되고 경효전에서 있었던 전작례(奠爵禮) 때 예모관(禮貌官)으로 참여한 공으로 가자되고 이때는  내부협 판에 임명되었으며 칙임관 3등을 받았다. 같은 해 내부대신 서리사무, 의정부 참찬 등을 역임했다.
1900년에 경기도 관찰사에 임명되면서 요직을 맡기 시작하여, 1903년 법부대신에 임명되었으며, 이 무렵부터 일제와 밀착하여 황실의 동정을 탐지하여 제공하는 등의 역할을 했다. 이해 러일전쟁으로 러시아 유학생에게 학비를 보내줄수 없게 되자, 유학생 전원을 본국으로 소환했다.
을사조약 체결 과정에서는 궁내부대신으로 일제의 뜻에 따라 고종을 협박하는 일을 맡았고, 종친 중 대표적인 친일파로 지목되어 나철(羅喆)이 을사오적을 암살하기로 했을 때 암살 대상자로 꼽혔다. 1907년(융희 1) 궁내부특진관 칙임관 1등, 궁내부 대신 서리사무가 되고 곧 궁내부대신, 수학원 원장, 표훈원 총재를 역임했다. 그해 헌의대원왕 신도비문의 서사관(書寫官)을 맡기도 하였다. 이후 서태운(徐泰運) 등이 결사대를 조직해 그의 암살을 시도했다. 1910년(융희 4) 10월 2일 한일 병합 조약 체결후 일본 정부로부터 남작 작위를 받았다.
1919년 구 황실을 담당하는 이왕직 장관(李王職 長官)에 임명되어 계속해서 일제에 협조하며 활동하였다.

## 사후
경기도 광주군 서부면 춘궁리 고읍(후일의 경기도 하남시 춘궁동)의 선영 아래에 매장되었다. 능창군의 첫 묘소의 북서쪽에 5대조 의원군 이혁 내외의 묘소, 아버지 이연응의 묘소 아래에 묻혔으며, 뒤에 1999년 6월 후손들이 능창대군, 의원군 내외, 이연응 내외의 묘소를 경기도 포천시 신북면 신평리 인평대군 묘역으로 이장할 때, 그의 묘소도 이장되었다. 인평대군의 묘소는 하남 춘궁동에 조성됐다가 1680년 경기도 포천시 신북면 신평리로 이미 이전된 상태였다.
2002년 민족정기를 세우는 국회의원모임이 발표한 친일파 708인 명단과 2008년 민족문제연구소가 발표한 친일인명사전 수록예정자 명단에 모두 선정되었다. 두 명단에는 장남 이인용도 들어 있다.
이재극은 의친왕의 5남 이수길을 양손자로 맞았는데, 이수길의 부인이 이재극 소유였던 파주의 땅을 되찾겠다는 소송을 낸 바 있다.
2007년 대한민국 친일반민족행위자재산조사위원회는 이재극의 재산을 국가로 환수하기로 결정 했으며, 12월 6일에는 대한민국 친일반민족행위진상규명위원회가 이재극의 이름이 포함된 친일반민족행위 195인 명단을 발표했다.

## 가족 관계
- 할아버지, 백조부 : 참판 이낙중(李樂重)
- 친할아버지 : 참봉 이화중(李禾重)
  - 아버지 : 이조참판 이연응(李沇應)
    - 부인 : 임천 조씨(1864년 9월 2일 ~ ?), 판서 조경호의 딸, 흥선대원군(이재극의 7촌 숙부)의 외손녀
      - 딸 : 이씨
      - 사위 : 민병길
      - 딸 : 이씨
      - 사위 : 민정식
        - 외손자 : 민성기

    - 부인 : 신씨
      - 아들 : 이인용(李寅鎔)
      - 며느리 : 조중인, 황주목사를 지낸 조윤희의 둘째 딸
        - 양손자 : 이수길 - 의친왕의 5남

      - 아들 : 이주용(李宙鎔, 1919년? ~ 몰년 미상)

## 참고 자료
- 친일반민족행위진상규명위원회 (2007년 12월). 〈이재극〉 (PDF). 《2007년도 조사보고서 II - 친일반민족행위결정이유서》. 서울. 337~364쪽쪽. 발간등록번호 11-1560010-0000002-10. [깨진 링크(과거 내용 찾기)]